# Enoftalmos
El enoftalmos, es el desplazamiento posterior del globo ocular de tamaño normal dentro de la órbita, por lo que el ojo adopta un aspecto hundido. La alteración contraria al enoftalmos se denomina exoftalmos y consiste en que el ojo sobresale más de lo normal hacía afuera.
Las causas más frecuentes de enoftalmos bilateral son la pérdida de grasa de la órbita en personas de edad avanzada y la deshidratación. El enoftalmos unilateral suele ser consecuencia de fracturas de la órbita.
El enoftalmos debe distinguirse del llamado falso enoftalmos, que está causado por disminución del tamaño del ojo (microftalmos), caída del párpado (ptosis) o exoftalmos del ojo contrario. Cuando se producen lesiones del simpático cervical, como en el síndrome de Horner, tiene lugar una caída del párpado superior en forma unilateral e incompleta, que sumada a la elevación que se produce en el párpado inferior condiciona la falsa impresión de enoftalmos.